# Richard Doddridge Blackmore
Richard Doddridge Blackmore, född 7 juni 1825, död 20 januari 1900, var en brittisk författare.
Blackmore är främst känd för sina livfulla historiska äventyrsskildringar i romantisk anda, av vilka "Lorna Doone" (1869) är den mest berömda - en svensk översättning av romanen kom 1928. De flera av hans romaner är förlagda till Devonshire, vars natur, folkliga seder och bruk, sägner och dikter intar en viktig plats i romanerna.